# Карион Скитский
Карио́н Ски́тский, или Карио́н Еги́петский — преподобный подвижник IV века.
Оставив жену и детей, удалился в Скитскую пустыню в Египте, где предался суровым монашеским подвигам. Жена его, не имея средств содержать себя и детей, явилась с ними к мужу-отшельнику. Карион взял к себе сына и сделал из него такого же сурового аскета, каким был сам. Его память 5 декабря по старому стилю.